# Monika Björn
Monika Björn, född 1970, är en svensk träningsinstruktör och författare.
Björn har avlagt kandidatexamen i idrottsvetenskap vid Göteborgs universitet. Hon har därefter aktiv som företagare inom träningsbranschen sedan början av 1990-talet där hon har ägnat sig åt bland annat spinning, yoga och styrketräning. Björn författardebuterade 2016 på Norstedts förlag med faktaboken Yoga för dig som tränar. Omkring 2017 drabbades hon av olika besvär som hon först efterhand kunde koppla till klimakteriet. Inspirerad av sina personliga erfarenheter av skrev hon sedan boken Stark genom klimakteriet som gavs ut 2018. Hon har även varit aktiv som influerare inom kvinno- och klimakteriehälsa där hon har förespråkat bland annat träning och bioidentiska hormoner.